# Молас, Александра Николаевна
Александра Николаевна Молас (урождённая Пургольд; 6 (18) апреля 1845 или 1844, Петербург — 6 июля 1929, Ленинград) — русская певица (меццо-сопрано) и вокальный педагог, сестра Н. Н. Римской-Корсаковой. Принимала активное участие в деятельности Балакиревского кружка («Могучей Кучки»), была известна как хозяйка музыкального салона.

## Жизнь и музыкальная деятельность
Родилась в обрусевшей дворянской семье немецкого происхождения (православной) и была правнучкой Иоганна Пургольда, преподававшего юриспруденцию в Московском университете при Екатерине II. Отец, действительный статский советник Николай Фёдорович Пургольд, умер в 1861 году, и воспитание 10 его детей взял на себя брат покойного Владимир Фёдорович, театрал и меломан, бывший знакомым М. И. Глинки и друживший с А. С. Даргомыжским. Благодаря этой тесной дружбе Александра и Надежда Пургольд вошли в ближайшее окружение Даргомыжского, который и стал учителем сестёр (Александра, кроме того, брала уроки у Генриетты Ниссен-Саломан). Через Даргомыжского сёстры вошли в круг «Могучей кучки», причём Александра с 1868 года тесно сошлась с М. П. Мусоргским и, по слухам, поставила своей целью женить его на себе, что впрочем ей не удалось. На вечерах Даргомыжского, Александра Пургольд явилась первой исполнительницей партий Лауры и Донны Анны в опере «Каменный гость». Её считали лучшей исполнительницей многих вокальных произведений Мусоргского; цикл «Детская» Мусоргский писал в расчёте на исполнение Пургольд; ей же он посвятил песню Хиври из оперы «Сорочинская ярмарка». После её замужества, дом Моласов стал центром музыкальной жизни Петербурга. С 1871 года в этом доме (Моховая, 43) по воскресеньям устраивались музыкальные вечера, где, при участии Александры Николаевны, исполнялись новые оперы, игнорировавшиеся театрами, например «Каменный гость» Даргомыжского, «Борис Годунов» и «Хованщина» Мусоргского, «Вилльям Ратклиф» и «Анджело» Кюи, «Майская ночь» Римского-Корсакова.
Во второй половине жизни посвятила себя педагогической деятельности. Среди её учениц М. А. Оленина-д’Альгейм.

## А. Н. Молас как певица
А. Н. Молас обладала голосом большого диапазона и покоряла слушателей своим артистизмом. Энциклопедический словарь Брокгауза и Ефрона отмечал: «Имя её тесно связано с так назыв. ново-русской музыкальной школой, произведения которой были ею с редким художественным пониманием впервые исполнены. Дом её в СПб. — сборный пункт всего наиболее выдающегося в музыкальном мире». «Выразительность пения и интеллектуально-психологическая правдивость каждой фразы покоряли и заставляли задумываться над любым исполненным ею романсом… Пела она всегда страстно, темпераментно и с умными, проницательнейшими тонкостями в отношении понимания человеческой души» — писал о ней Борис Асафьев.

## Семья
- Муж — Николай Павлович Молас (1843—1917), тайный советник, заведующим типографией императорских театров и художник-любитель (член Товарищества передвижных выставок[3]).
- Сын — Борис Николаевич Молас (1874—1938), камергер, в 1920-х возглавлял секретариат Академии Наук, в 1929 году был арестован и сослан на Соловки по «академическому делу», впоследствии расстрелян[4].
- Внук — Борис Борисович, в 1921 году бежал в Финляндию.